# 白鳥さくら
白鳥 さくら（しらとり さくら、1983年3月20日 - ）は、日本のAV女優。

## 略歴
東京都出身。2003年7月、「白鳥 さくら」（しらとり さくら）として『処女宮』でデビュー。2004年9月、MOODYZからセル初出演を果たした。
2012年、アダルトビデオ30周年を記念したAV30で、各メーカーを横断したオールアダルトジャパンの作品「AV女優100人 2 伝説＆現役のトップ女優たち」の1人として選ばれた。
　

## 人物
小学校の時は、女子の友達は少なく、男子とドッジボールをして遊んだ。中学2年になるまではガリガリだった。部活動は水泳と陸上競技などを行った。初体験は17歳の時に彼氏の家でしている。
Gカップのバストとアイドルフェイスというアンバランスなボディの持ち主であった。
ブラジャーは、フルカップだとHカップ。

## 出演作品

### アダルトビデオ
2003年
- 処女宮（7月31日、h.m.p）[1]
- 桃乳姫（8月28日、h.m.p）
- ラブ抱っこ（9月30日、h.m.p）[1]
- プリティーベイベー 着せかえGカップ（10月21日、h.m.p）
- h.m.p カウントダウン 2003〔Jupiter〕（10月21日、h.m.p）※総集編
- プリティーベイベー（10月31日、h.m.p）
- バーチャルデート+「私とSEXしたい?」フツーじゃないのが好き!（11月21日、h.m.p）
- イジめられるの…大好き！「私とSEXしたい？」(11月30日、h.m.p)
- おしゃれヌード（11月21日、ビデオバンク）
- 可愛いオモチャ パフパフ♥ワンダホー（12月21日、h.m.p）
- いじかめ あなたの言いなり（12月30日、h.m.p）
- 征服（12月31日）

2004年
- 偏執狂実行委員会推薦オムニバス ザ・潮吹きBomb! 4時間（1月10日、h.m.p）※総集編
- 禁断の匂い（1月25日）
- Stage（2月10日、h.m.p）
- h.m.p カウントダウン 2004〔Mars〕（2月10日、h.m.p）※総集編
- ベルベット・ハードコア（2月21日）
- 偏執狂実行委員会推薦オムニバス ザ・爆乳Bomb! 4時間（3月10日、h.m.p）※総集編
- 僕の目の前で白鳥さくらが…!?（3月21日）
- PLATINUM TIFFANY BEST THE DEBUT（3月21日、h.m.p）※総集編
- 超★ソープ（4月21日、h.m.p）
- 究極ソープ（4月30日）共演：古都ひかる
- 偏執狂実行委員会推薦オムニバス ザ・廃墟レイプBomb! 4時間!（5月1日、h.m.p）※総集編
- 偏執狂実行委員会推薦オムニバス ザ・ナイスボディ Bomb! 4時間（5月21日、h.m.p）※総集編
- 佐々木リエと恋人になれるビデオ（5月21日）
- 私SEX公開★プライバシー（5月21日）
- 人気女優15人 野外ファック4時間（6月10日、h.m.p）※総集編
- h.m.p カウントダウン 2004〔Southern Cross〕（6月10日、h.m.p）※総集編
- おっぱいフェチ ドープでスイートな巨乳をご賞味あれ（6月21日、h.m.p）
- スーパー巨乳ビーム（6月23日、h.m.p）[2]
- ハイパー巨乳ズーム（6月23日、h.m.p）
- 偏執狂実行委員会推薦オムニバス ザ・3P Bomb! 4時間（7月21日、h.m.p）※総集編
- 爆乳&本番×4（8月1日、MOODYZ）[9]
- 序章 〜極・本番〜（8月6日、GLAY'z）
- MAX-α（8月10日、ビデオメーカー）
- 偏執狂実行委員会推薦オムニバス ザ・ナースでお仕事 Bomb! 4時間（8月21日、ビデオメーカー）※総集編
- デジタルモザイク Vol.048（9月1日、MOODYZ）[9]
- スケベ椅子でしてあげる（9月3日、ビデオメーカー）
- 極乱（9月17日、GLAY'z）
- 偏執狂実行委員会推薦オムニバス ザ・拘束SEX Bomb! 4時間（9月21日、ビデオメーカー）※総集編
- グッドバイブレーション（9月21日、h.m.p）[2]
- 白鳥さくらの超巨乳ソープ嬢（10月1日、MOODYZ）[9]
- Gカップ サプリメント（10月7日、SODクリエイト）
- 白鳥さくら最終章 〜巨乳ナース〜（10月8日、GLAY'z）
- h.m.p カウントダウン 2004〔Saturn〕BEST HIT Ranking 4時間（10月10日、h.m.p）※総集編
- 白鳥さくらの1日体験ソープ嬢（10月23日、VIP）[2]
- 超高級ソープ嬢 秘技伝授（レクチャー）レズ(ハート）ソープ（11月4日、オーティス）
- 過激サービスソープ嬢（11月12日、VIP）[2]
- 美尻姫（11月18日、ヒビノ）
- 罪と罰（11月23日、VIP）[2]
- ★美少女ヒロイン★ コスプレンジャー（12月4日、アイエナジー）
- Full Volume! GOLD（12月10日、h.m.p）
- 罪と罰 完全版（12月10日、VIP）[2]
- 巨乳女捜査官陵辱レイプ（12月16日、ヒビノ）
- ザ・痴漢ネット 8（12月25日、GPミュージアムソフト）
- 女痴校生アイドルが素人童貞逆ナンパ IV（12月25日、ホットエンターテイメント）[2]

2005年
- VIP感謝祭 00-04（1月14日、VIP）※総集編[2]
- なりきり24時間白鳥ロータースさくら社長の爆乳経営術（1月20日、アウダースジャパン）[10]
- ピンクダイアモンド（1月21日、GLAY'z）　※総集編
- M.V.P.（メモリアル・ビップ・プリンセス）Vol.7（1月24日、VIP）※総集編[2]
- 明るい乳淫医療（2月1日、MOODYZ）[9]
- Hな女子校生の課外授業（2月4日、アイエナジー）※総集編
- プッシー・モア 001#（2月15日、MOODYZ）
- 美しい痴女の接吻とセックス 12（2月15日、ドグマ）
- 巨乳レシピ（3月1日、MOODYZ）[9]
- Maison de フードル（3月25日、笠倉出版社）[2]
- 爆乳女教師 中出し20連発（3月4日、アイエナジー）
- 巨乳! パイズリ! デジタルモザイク BEST（4月1日、MOODYZ）※総集編[9]
- 超高級美少女レズソープ嬢 7（5月4日、ディープス）
- 淫乱お姉さん6人 舐めまくりしゃぶりまくりシゴきまくりザーメン抜きまくり（5月19日、アイエナジー）
- 奴隷女教師 陰獣の贄牲（5月27日、シネマジック）[2]
- 揺れる電車の中で 鳴る電話、狙われた義妹（6月8日、ビデオメーカー）
- 白鳥さくらのイキッパ！（6月13日、グローリークエスト）
- ネチる。白鳥さくら（6月16日、アウダースジャパン）
- 雌女anthology＃20 女の口は嘘をつく。DX 2DISC（7月1日、アウダースジャパン）[10]
- 競泳水着の女（7月7日、HIBINO）
- 巨乳拘束トランス（7月19日、ドグマ）
- まるごと白鳥さくら（7月25日、h.m.p）[11]
- 超高級ソープ嬢 スペシャルディスクvol.1 The トリプル Gcup（8月4日、オーティス）
- 奴隷女教師 陰獣の贄牲（9月23日、シネマジック）[2]
- まるごと白鳥さくらII（10月17日、h.m.p）[11]
- まるごと 白鳥さくらIII（10月17日、h.m.p）[11]
- 爆乳×スーツの女（11月1日、MOODYZ）※総集編[9]
- 巨乳女教師狩り（11月4日、HIBINO）
- ザ・筆おろし2 祝!! 童貞卒業3時間スペシャル（11月18日、ビデオメーカー）
- エロい女 中出し20連発（12月4日、アイエナジー）
- コスプレインボー（12月15日、ネクストグループ）[2]

2006年
- 催眠女肉陵辱・美貌の女医（1月4日、HIBINO）
- 会員制高級ソープ　三輪車（1月6日、GLAY'z）
- 突乳Ｇ－カップ 白鳥さくら（1月15日、ネクストグループ）[2]
- h.m.p セーラーNOW! 4時間（3月21日、ビデオバンク）※総集編
- 痴女医（4月1日、MOODYZ）他21名出演[9]
- 揺れる電車の女 指先の誘惑、尻の背徳（4月5日、ビデオメーカー）※総集編
- 被虐の天使たち'05（4月14日、シネマジック）他11名出演[2]
- ザ・痴漢ネット Best 2（7月25日、GPミュージアムソフト）
- 超巨乳・最高級ソープ嬢BEST（8月13日、MOODYZ）※総集編[9]
- フェライド・2（8月31日、笠倉出版社）他多数出演[2]
- ハイパーデジタルモザイク あの娘のセックスをもう1度スペシャル 2（9月1日、MOODYZ）※総集編[9]
- HISTORY OF HOTENTERTAINMENT 甲斐正明（9月25日、ホットエンターテイメント）※総集編
- h.m.p NOW完全ベスト☆2枚組8時間（11月21日、ビデオバンク）※総集編
- 白鳥さくら 最終章 〜巨乳ナース〜（12月16日、グレイズ）
- VIP感謝祭00-06（12月22日、ビデオバンク）※総集編

2007年
- ハイパーデジタルモザイク パイズリ4時間（8月13日、MOODYZ）[9]
- Best of 白鳥さくら（8月24日、アウダーズジャパン）※総集編
- ハイモザ 手コキ4時間（10月1日、MOODYZ）[9]
- BONDAGE STYLE M奴調教コレクション（10月26日、笠倉出版社）[2]

2008年
- 20人のカリスマ痴女たちに一滴残らず搾り取られてみませんか?4時間Deluxe（1月25日、VIP）[2]
- キモデブ集団FUCK（2月29日、VIP）他12名出演[2]
- 素人童貞逆ナンパ4時間（8月25日、ビッグモーカル）[2]

2011年
- BEST OF ソープ20人4時間（1月21日、メディアバンク）[2]
- ピンサロ花びら大回転8連射\1,980ポッキリ(2月18日、メディアバンク)[2]
- 巨乳バック4時間（3月1日、MOODYZ）
- 白鳥さくらのイキッパ!（3月8日、グローリークエスト）[1]

2012年
- AV女優100人 2 伝説＆現役のトップ女優たち（3月13日、オールアダルトジャパン）[1]

発売年不明
- 裏FACE催眠[赤]V（アウダースジャパン）[10]
- 天使で悪魔（アウダースジャパン）[10]

### 写真集
- VibrationX（2004年6月、彩文館出版、撮影：斉木弘吉）ISBN 978-4775600443
- 週刊スタ★キャ特別編集「Saku・Ra」（2005年3月11日、秋泉出版）